# Mike But
Mike But (Middelburg, 20 november 1971) is een Nederlands voormalig voetballer die als aanvaller speelde. Hij speelde in het profvoetbal voor VCV Zeeland, KSC Lokeren en RBC.

## Clubcarrière
But begon bij MV & AV Middelburg en maakte in 1991 samen met vijf ploeggenoten de overstap naar profclub VC Vlissingen die in het seizoen 1991/92 als VCV Zeeland speelde. Hij scoorde op 25 september 1991 in zijn debuutwedstrijd tegen Telstar. Hij maakte dat seizoen acht doelpunten in de Eerste divisie. In mei 1992 was But op proef bij KSC Lokeren maar de Belgische Eersteklasser wilde geen afkoopsom betalen. 
Toen VCV Zeeland vlak daarna failliet ging, was But op proef bij BVV Den Bosch maar maakte alsnog de overstap naar Lokeren. Hij speelde onder trainer Aimé Anthuenis al wedstrijden voor de club, toen zijn overgang tot bestuurlijke problemen zorgde bij de club en hij alsnog geen contract kreeg. In oktober 1992 kreeg But dispensatie van de KNVB om over te stappen naar RBC. In zijn eerste wedstrijd voor RBC scoorde hij als invaller het winnende doelpunt tegen BV Veendam. In het seizoen 1993/94 kwam hij niet veel meer aan bod en zijn contract werd in 1994 niet verlengd. But was daarna nog lang actief in het Zeeuwse amateurvoetbal en werd nadien trainer.